# 神櫛皇子
神櫛皇子（かみくしのみこ（かみくしおう）/かむくし-/かんくし-/かんぐし-、生没年不詳）は、記紀等に伝わる古代日本の皇族。
『日本書紀』では「神櫛皇子」、『古事記』では「神櫛王」、他文献では「神櫛別命」「神櫛命」「五十香彦命」とも表記される。『日本書紀』『古事記』とも事績の記載はない。
第12代景行天皇の皇子である。

## 系譜
『日本書紀』によれば、第12代景行天皇と、妃の五十河媛（いかわひめ）との間に生まれた皇子である。同書では、同母弟として稲背入彦皇子（いなせいりひこのみこ）の名を挙げる。
一方『古事記』では、景行天皇と、針間之伊那毘能大郎女（播磨稲日大郎姫）との間に生まれた皇子とする。また同母兄として、櫛角別王・大碓命・小碓命（日本武尊）・倭根子命の名を記載する。
なお、『続日本後紀』承和3年（836年）3月19日条では、「神櫛命」の名で景行天皇第十皇子である旨が記されている。

## 墓

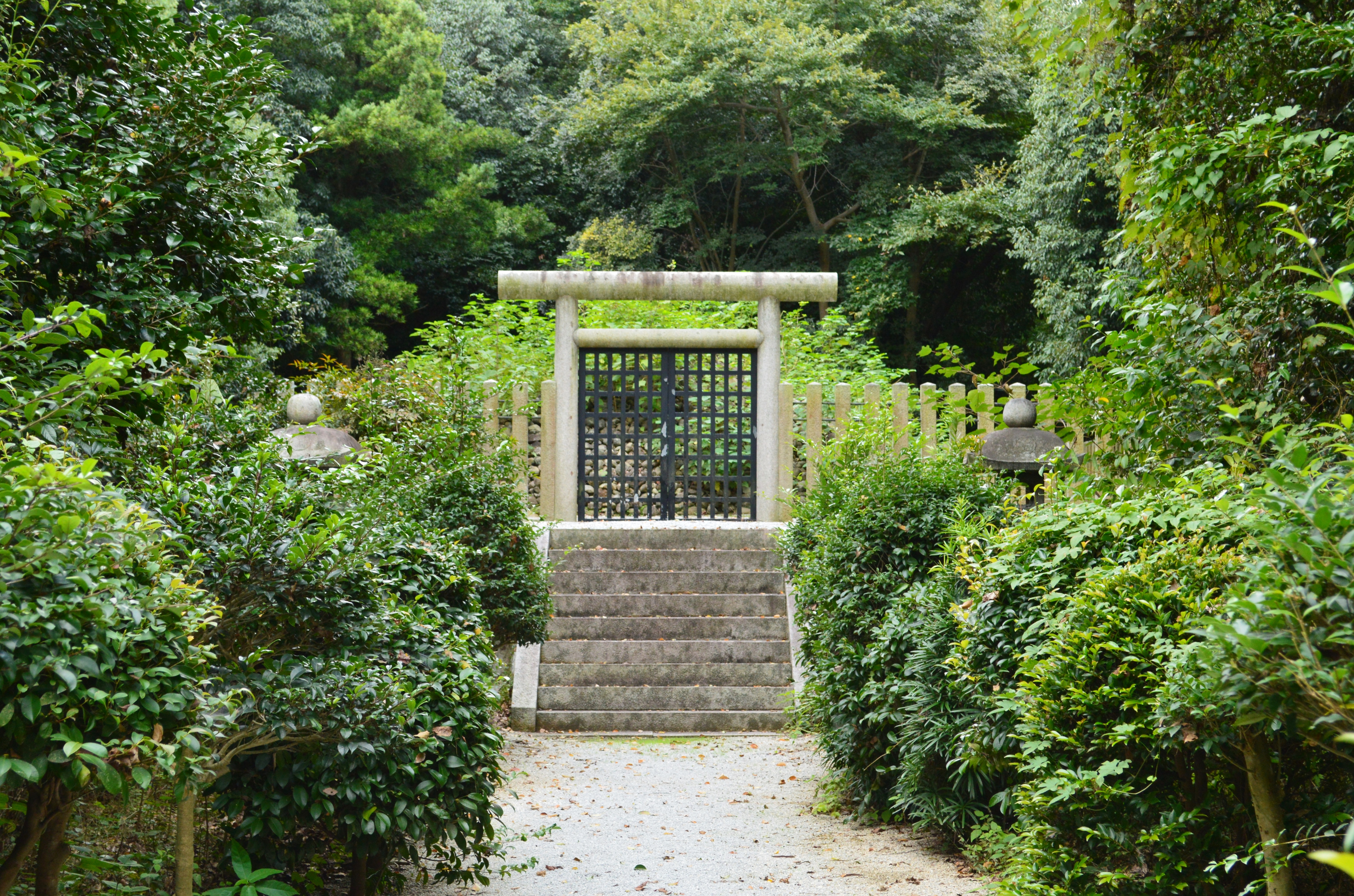
神櫛王墓（香川県高松市）

墓は、宮内庁により香川県高松市牟礼町牟礼の神櫛王墓（かみくしのみこのはか、北緯34度20分35.24秒 東経134度7分17.26秒 / 北緯34.3431222度 東経134.1214611度）に治定されている。宮内庁上の形式は上円下方。
この墓は、明治2年（1869年）に高松藩知事の松平頼聰によって再営された。毎年、王の命日と伝える10月20日に「正辰祭」と称する祭が斎行されている。

## 後裔

### 氏族
『古事記』では、神櫛王を木国之酒部阿比古・宇陀酒部らの祖とする。
『新撰姓氏録』には、次の氏族が後裔として記載されている。
- 右京皇別 讃岐公 - 大足彦忍代別天皇（景行天皇）皇子の五十香彦命（亦名を神櫛別命）の後。
- 右京皇別 酒部公 - 同皇子三世孫の足彦大兄王の後。
- 和泉国皇別 酒部公 - 讃岐公同祖。神櫛別命の後。

『続日本後紀』承和3年（836年）3月19日条によると、後裔を称する讃岐国寒川郡の讃岐公永直・讃岐公永成らが朝臣姓を賜り、右京三条二坊に貫付されている。
また『日本三代実録』貞観6年（864年）8月17日条によると、同じく後裔を称する右京の讃岐朝臣高作・讃岐朝臣時雄・讃岐朝臣時人らが「和気朝臣」姓を賜っている。

### 国造
『日本書紀』では、神櫛皇子を讃岐国造の祖とする。
また『先代旧事本紀』「国造本紀」には、次の国造が後裔として記載されている。
- 讃岐国造
軽島豊明朝（応神天皇）の御世に景行天皇の子の神櫛王の三世孫の須売保礼命を国造に定める、という。
のちの讃岐国寒川郡・多度郡（香川県さぬき市・善通寺市・多度津町一帯）に推定される[6]。

## 信仰
香川県に伝わる讃留霊王（さるれお、讃王）伝説によれば、景行天皇23年に讃留霊王は勅命を受け、讃岐入りして瀬戸内の悪魚退治を行い、同地に留まり仲哀天皇8年9月15日に125歳で薨去したという。この讃留霊王について、東讃では神櫛王のこととし（櫛梨神社社伝等）、西讃では武卵王（たけかいごのみこ：日本武尊の子）のこととしている。